# Eroica Spiess
Pour les articles homonymes, voir Spiess.
Eroica Spiess, née Staudenmann le 2 janvier 1963, est une coureuse de fond suisse spécialisée en course en montagne. Elle a remporté deux titres de championne d'Europe de course en montagne en 1995 et 1997 et six titres de championne suisse de course en montagne en 1989, 1990, 1991, 1992, 1993 et 1998.

## Biographie
En 1984, elle se révèle dans la discipline de course en montagne en dominant la saison de la CIME. Elle s'impose devant la Française Françoise Geoffroy.
Elle remporte cinq titres d'affilée de championne suisse de course en montagne de 1989 à 1993.
Elle termine 3e lors du Trophée mondial de course en montagne 1990 à Telfes.
Lors de la 1re édition des Championnats d'Europe de course en montagne en 1995, elle remporte son premier titre devant ses compatriotes Cristina Moretti et Carolina Reiber. Elle remporte également la victoire au classement par équipes.
Elle remporte son second titre de championne d'Europe en 1997 à Ebensee. Elle remporte également le classement par équipes avec Isabella Moretti, 3e au classement individuel.
En 1998, elle décroche son 6e titre de championne suisse à Grabs.

## Palmarès

### Route
| Année | Compétition          | Lieu     | Place | Épreuve  | Performance     |
| ----- | -------------------- | -------- | ----- | -------- | --------------- |
| 1980  | Marathon de Bienne   | Bienne   | 1re   | Marathon | 3 h 14 min 45 s |
| 1980  | Marathon d'Argovie   | Aarau    | 1re   | Marathon | 3 h 19 min 29 s |
| 1982  | Marathon de Martigny | Martigny | 1re   | Marathon | 3 h 9 min 43 s  |
| 1983  | Marathon de Berlin   | Berlin   | 11e   | Marathon | 2 h 57 min 19 s |
| 1987  | Marathon de Zurich   | Zurich   | 2e    | Marathon | 2 h 47 min 7 s  |
| 1988  | Marathon de Londres  | Londres  | 21e   | Marathon | 2 h 43 min 58 s |
| 1989  | Marathon de Zurich   | Zurich   | 1re   | Marathon | 2 h 40 min 49 s |
| 1990  | Marathon de Vienne   | Vienne   | 3e    | Marathon | 2 h 41 min 24 s |
| 1990  | Marathon du Tessin   | Tenero   | 1re   | Marathon | 2 h 42 min 43 s |
| 1991  | Marathon de Vienne   | Vienne   | 4e    | Marathon | 2 h 41 min 26 s |

### Course en montagne
| no  | féminin            | Course                                     | Longueur | Départ            | Temps           |
| --- | ------------------ | ------------------------------------------ | -------- | ----------------- | --------------- |
| 67e | Médaille d'or      | Neirivue-Moléson                           | 12,2 km  | 18 août 1985      | 1 h 11 min 0 s  |
| 6e  | 6e                 | Trophée mondial de course en montagne      | 6 km     | 23 septembre 1985 | 28 min 34 s     |
|     | Médaille d'or      | Championnats suisses de course en montagne | 10 km    | 6 août 1989       | 1 h 3 min 44 s  |
|     | Médaille d'or      | Championnats suisses de course en montagne | 17 km    | 14 juillet 1990   | 1 h 13 min 39 s |
| 3e  | Médaille de bronze | Trophée mondial de course en montagne      | 7,88 km  | 15 septembre 1990 | 37 min 54 s     |
|     | Médaille d'or      | Championnats suisses de course en montagne | 11 km    | 14 juillet 1991   | 1 h 10 min 30 s |
| 4e  | 4e                 | Trophée mondial de course en montagne      | 8,3 km   | 8 septembre 1991  | 44 min 20 s     |
|     | Médaille d'or      | Championnats suisses de course en montagne | 9,1 km   | 5 juillet 1992    | 56 min 45 s     |
|     | Médaille de bronze | Course de montagne du Danis                | 10,4 km  | 12 juillet 1992   | 51 min 27 s     |
|     | Médaille d'or      | Championnats suisses de course en montagne | 10,5 km  | 18 juillet 1993   | 1 h 3 min 20 s  |
| 1re | Médaille d'or      | Trophée européen de course en montagne     | 10 km    | 15 juillet 1995   | 1 h 5 min 17 s  |
|     | Médaille d'argent  | Championnats suisses de course en montagne | 12 km    | 1er juin 1997     | 59 min 44 s     |
| 1re | Médaille d'or      | Trophée européen de course en montagne     | 7 km     | 6 juillet 1997    | 49 min 26 s     |
|     | Médaille d'or      | Championnats suisses de course en montagne | 8,8 km   | 24 mai 1998       | 52 min 31 s     |
|     | Médaille d'or      | Semi-marathon Inferno                      | 21,1 km  | 22 août 1998      | 2 h 24 min 25 s |
|     | Médaille de bronze | Championnats suisses de course en montagne | 12,3 km  | 19 juin 1999      | 1 h 6 min 33 s  |
|     | Médaille d'argent  | Swiss Alpine Marathon K42                  | 42,2 km  | 29 juillet 2000   | 3 h 47 min 45 s |
|     | Médaille d'argent  | Swiss Alpine Marathon K42                  | 42,2 km  | 28 juillet 2001   | 3 h 51 min 49 s |
| 28e | Médaille d'argent  | Swiss Alpine Marathon K42                  | 42,2 km  | 27 juillet 2002   | 3 h 55 min 32 s |
| 9e  | Médaille d'or      | Rothorn Run                                | 11,1 km  | 26 juin 2004      | 1 h 27 min 47 s |
| 23e | Médaille d'or      | Swiss Alpine Marathon K42                  | 42,2 km  | 31 juillet 2004   | 3 h 51 min 33 s |
|     | Médaille d'argent  | Swiss Alpine Marathon K42                  | 42,2 km  | 30 juillet 2005   | 3 h 57 min 46 s |
|     | Médaille d'argent  | Swiss Alpine Marathon K42                  | 42,2 km  | 29 juillet 2006   | 3 h 59 min 51 s |
| 17e | Médaille d'or      | Rothorn Run                                | 11,1 km  | 23 juin 2007      | 1 h 31 min 35 s |

## Records
| Épreuve       | Performance     | Date          | Lieu   |
| ------------- | --------------- | ------------- | ------ |
| 10 kilomètres | 38 min 5 s 4    | 5 avril 1999  | Muri   |
| Marathon      | 2 h 40 min 49 s | 30 avril 1989 | Zurich |